# José Luís de Lancastre
D. José Luís de Lancastre (Lisboa, 27 de agosto de 1639 - Lisboa, Santos-o-Velho, 11 de dezembro de 1687) foi comendador-mor da Ordem de Avis e 3.º conde de Figueiró. O título foi-lhe concedido, em sucessão a seus pais, em 29 de setembro de 1658, pela regente D. Luísa de Gusmão, na menoridade do seu filho, D. Afonso VI.

## Biografia
Era filho de D. Pedro Luís de Lancastre, 2.º conde de Figueiró e de sua mulher e prima, D. Madalena de Lancastre, filha dos 3.ᵒˢ condes da Sortelha, de quem herdou os senhorios (mas não os respectivos títulos de conde) de Sortelha e de Vila Nova de Portimão.
Em 17 de outubro de 1673, sucedeu ao seu avô paterno como comendador-mor da Ordem de Avis, e herdou assim todas as comendas e alcaidarias que ao mesmo haviam pertencido.
Foi também deputado da Junta dos Três Estados e presidente do Senado da Câmara de Lisboa.
Foi senhor dos condados de Sortelha e de Vila Nova de Portimão, de que não chegou porém a ter os títulos, e herdeiro do morgado e Torre do Esporão.
Em 30 de março de 1677, comprou a D. Isabel de Ataíde, filha herdeira de D. João de Ataíde e Azevedo e bisavó do 1.º Marquês de Pombal, a quinta do Alfeite. No ato da venda, foi procurador o genro de D. Isabel, Sebastião de Carvalho e Melo, avô paterno e homónimo do futuro ministro do rei D. José I.
Casou, em 31 de julho de 1664, com D. Filipa de Vilhena (1643 - 1689), filha dos 3.ᵒˢ condes de Penaguião. Sem geração, pelo que veio a suceder na casa de Figueiró o seu irmão, D. Luís de Lancastre, que viria ainda a ser o 4.º conde de Vila Nova de Portimão.

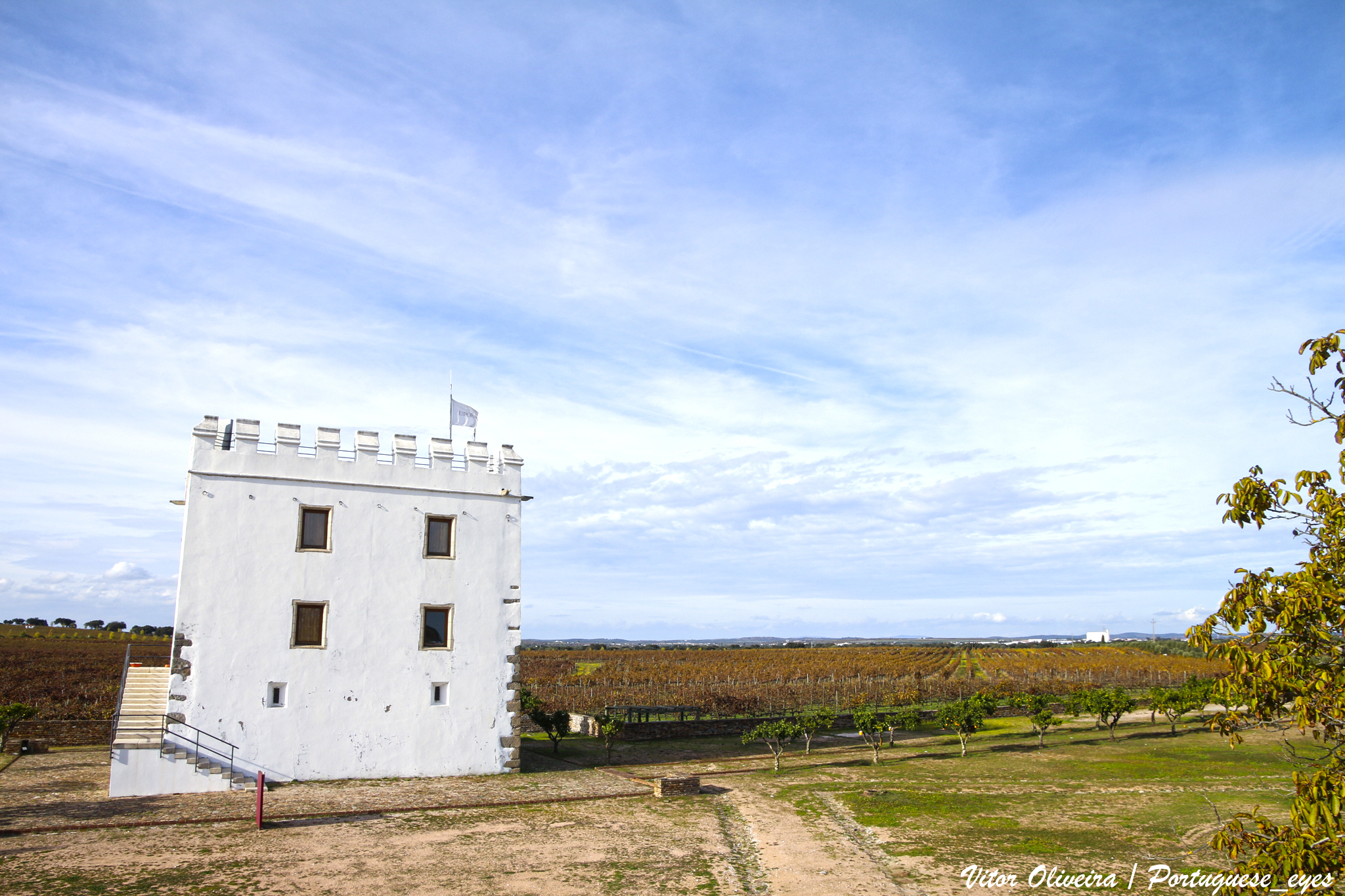
O Morgado e Torre do Esporão, um dos vínculos pertencentes ao 3.º conde de Figueiró

Nos sucessores deste, marqueses de Abrantes, se continuariam as casas e morgadios acima referidos, que haviam pertencido ao 3.º conde de Figueiró.